# Justus van Egmont
Justus van Egmont (Leiden, 1602 – Antwerpen, 8 januari 1674) was een Zuid-Nederlands portretschilder en ontwerper van wandtapijtreeksen.

## Jeugd
Justus van Egmont werd geboren in Leiden, in 1602. De datum 22 september 1601, die door Van den Branden verkeerdelijk als zijn geboortedatum werd beschouwd, is in realiteit de datum van het schepenhuwelijk in Leiden van zijn ouders. In 1615 verhuist zijn gezin naar Antwerpen waar de jonge Van Egmont leerling werd in het atelier van de schilder Caspar II van der Hoecke (ca. 1585 - na 1648). Na 1618, na de voltooiing van zijn opleiding als leerknaap vertrekt hij naar Italië. Vanaf 1620 tot 1628 is hij actief in het atelier van Rubens. Zo is hij in 1625 betrokken bij de levering van de schilderijenreeks met Het Leven van Maria de' Medici, besteld door de vorstin bij Rubens. Tussen 1621 en 1623 heeft hij mogelijk meegeholpen aan de afwerking van deze schilderijen.

## Carrière
In 1628 wordt Van Egmont volgens de Antwerpse gildearchieven vrijmeester in de Sint Lucasgilde. Hij verlaat Rubens’ atelier en de stad Antwerpen om zich in Parijs te vestigen. Daar bouwt hij een succesvolle carrière uit als portretschilder. Aanvankelijk is hij in Parijs ook actief als kartonschilder in het atelier van Simon Vouet (1590-1649). Daar werkt hij mee aan het ontwerpen van wandtapijtkartons voor de manufactuur van de uitgeweken Vlamingen Mark Coomans en Frans van der Plancken in de Faubourg Saint-Marcel. Als schilder werkt Van Egmont in Parijs onder andere in dienst van de familie Orléans. In hun opdracht voert hij het decoratieve programma in het kasteel van Balleroy uit. Later wordt hij hofschilder bij Lodewijk XIII (1610-1643) en Lodewijk XIV (1643-1715). Van Egmont is een van de twaalf medestichters van de in 1648 opgerichte Parijse Académie royale de peinture et de sculpture.
Vanaf 1649 keert Van Egmont terug naar de Zuidelijke Nederlanden. Hij werkt aanvankelijk in Brussel waar hij de kartons ontwerpt voor verschillende wandtapijtreeksen voor Brusselse manufacturen. Later vestigt hij zich definitief in Antwerpen.
Justus van Egmont heeft de modellen geleverd voor de volgende wandtapijtreeksen: de Geschiedenis van Marcus Antonius en Cleopatra, de Geschiedenis van Caesar Augustus, de Geschiedenis van Julius Caesar en de Geschiedenis van Zenobia, koningin van Palmyra.

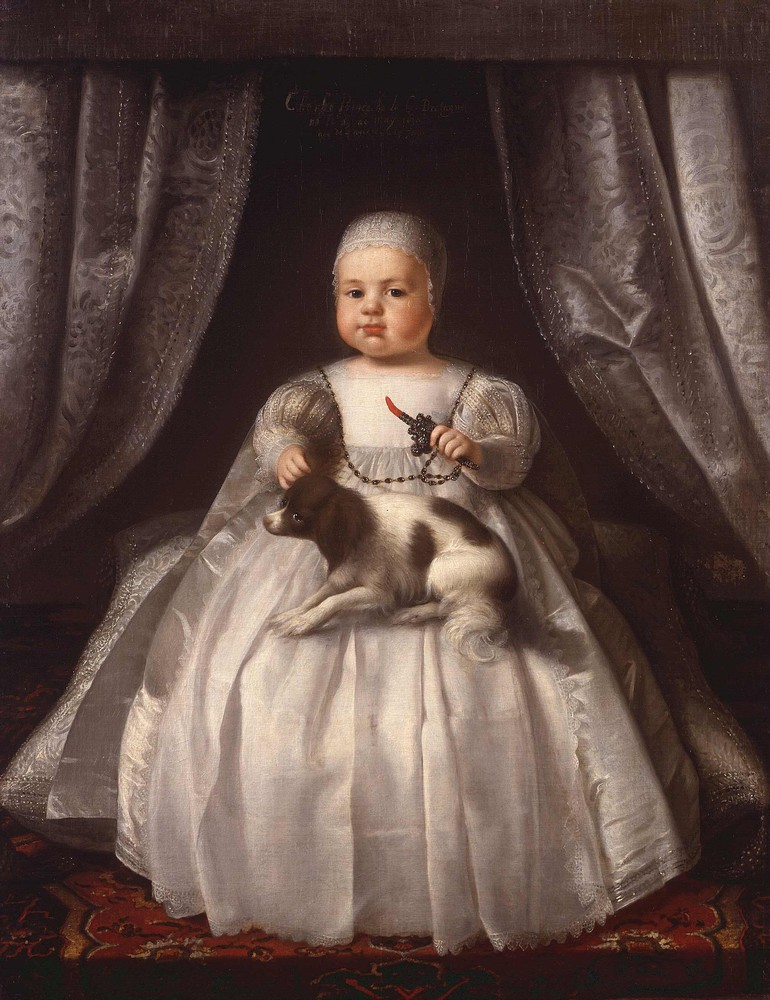
Karel II van Engeland als Prince van Wales, 1630
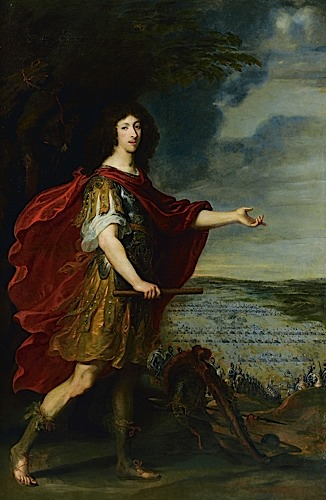
Portret van Lodewijk II van Bourbon-Condé, 1643
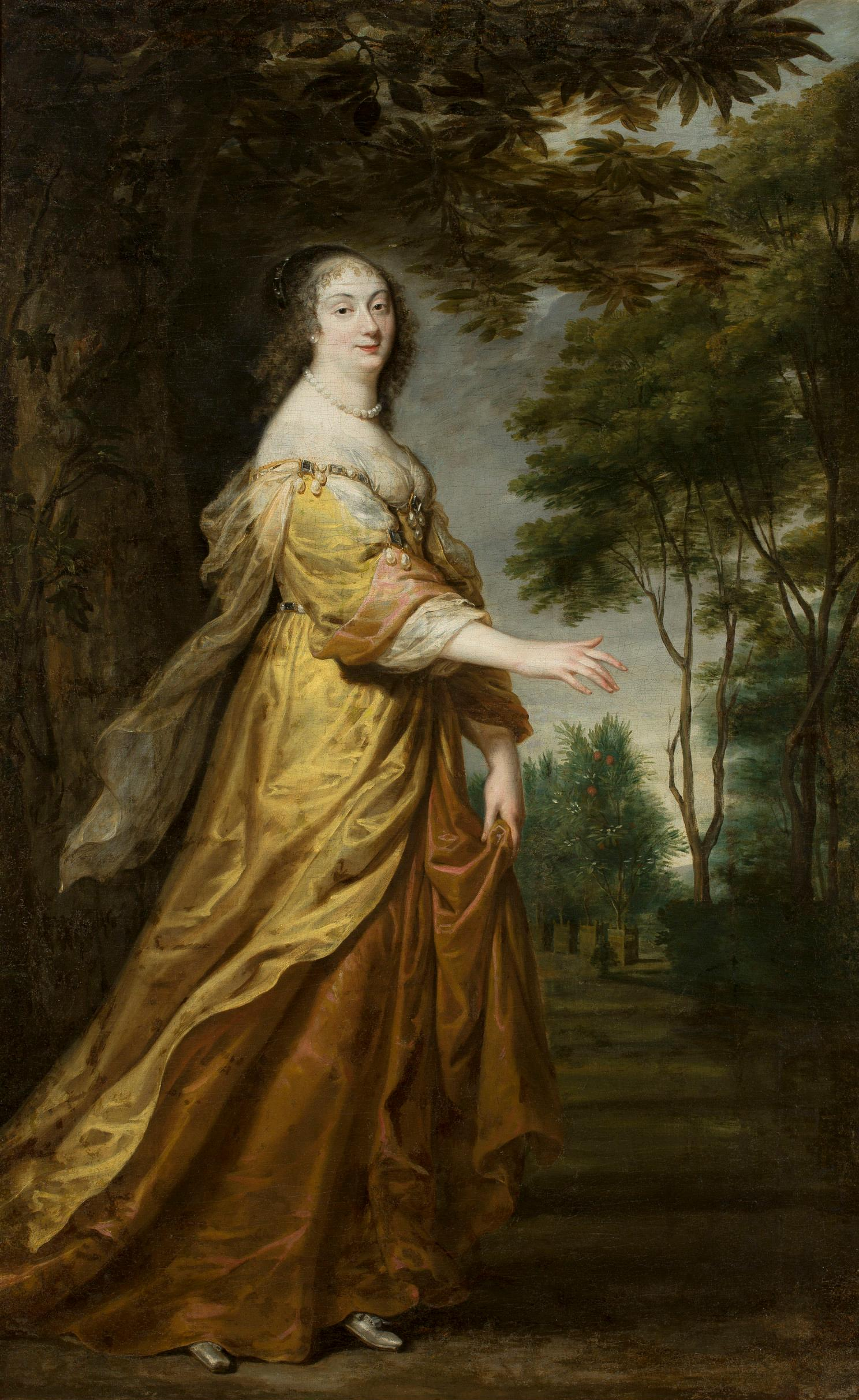
Portret van Maria Ludovica Gonzaga, 1645